# Order Elżbiety (Austria)
Order Elżbiety (niem. Elisabeth-Orden, węg. Erzsébet-rend) – order kobiecy nadawany w latach 1898–1918 przez monarchię habsburską.

## Historia
Odznaczenie zostało ustanowione jako order wyłącznie damski 16 września 1898 przez cesarza Austrii i króla Węgier Franciszka Józefa I w sześć dni po zamordowaniu w Genewie jego żony Elżbiety dla uczczenia jej pamięci i otrzymało jako patronkę św. Elżbietę z Turyngii. Według pierwszych statutów order posiadał trzy klasy: Wielki Krzyż z gwiazdą, Komandorię z gwiazdą i Krzyż Srebrny. Następca Franciszka Józefa, ostatni cesarz Austrii i król Węgier Karol I (IV) zmienił 30 kwietnia 1918 r. statuty, dodając komandorię bez gwiazdy jako III. klasę i wprowadzając piątą klasę, prosty srebrny nieemaliowany krzyż. Wielką Mistrzynią orderu została po objęciu tronu przez męża (1916) cesarzowa-królowa Zyta, do roku 1916 funkcja była nieobsadzona. Po upadku monarchii w roku 1918 przestano nadawać order i nie wcielono go do pocztu orderów domowych wygnanych Habsburgów.
W hierarchii orderów damskich monarchii habsburskiej order Elżbiety zajmował drugie miejsce po Gwiaździstym Krzyżu, ale w przeciwieństwie do tego wysoce arystokratycznego odznaczenia nie wymagano przy nadaniach orderu Elżbiety wywodu szlachectwa (Ahnenprobe). Nadawany mógł być wszystkim kobietom niezależnie od pochodzenia, religii i stanu cywilnego za zasługi zawodowe lub w dziedzinie filantropii czy działalności kościelnej.

## Insygnia
Insygnia orderu to oznaka i gwiazda I. i II. klasy. Oznaką był krzyż heraldyczny liliowy, którego dwa boczne płatki emaliowane były na amarantowo, a płatek środkowy na biało. Medalion środkowy awersu był emaliowany na biało, otoczony kręgiem perełek i zawierał w środku złoty medal z profilem św. Elżbiety z Turyngii zwróconym na lewo, otoczonym aureolą. Medalion rewersu zawierał złotą literę "E". Między ramionami krzyża umieszczone były stylizowane, emaliowane na czerwono róże z zielonymi płatkami.
Gwiazda I i II klasy była srebrna, ośmiopromienna, cyzelowana na kształt diamentów i nosiła na sobie awers oznaki: przy I. klasie była wielkości 71 mm, przy II. 48 mm. Order I. klasy noszono na wąskiej damskiej wstędze z prawego ramienia na lewy bok, gwiazdę nad lewą piersią, II. klasę na damskiej kokardzie nad lewą piersią i jej gwiazdę nad prawą piersią. Najniższa do roku 1918 klasa to krzyż orderowy srebrny, gdzie tylko medalion ze św. Elżbietą był złoty i emaliowany, wprowadzona w tym roku V. klasa to prosty krzyż cały w srebrze. IV. I V. klasę noszono na damskiej kokardzie nad lewą piersią. Wstęga była biała z obustronną amarantową bordiurą.

## Odznaczone
Odznaczone orderem były m.in. królowa Holandii Wilhelmina, hr. Helena Mierowa.